# Georges Lucas
Pour les articles homonymes, voir Lucas et Georges Lucas (homonymie).
Ne doit pas être confondu avec George Lucas ou Georg Lukács.
Georges Lucas, né le 3 mars 1927 à Bogota, en Colombie et mort le 10 octobre 2013 à Paris, est un acteur français. Son prénom s'écrit à la française, avec un « s » ; il ne faut pas le confondre avec George Lucas (prénom à l'anglo-saxonne sans « s »).

## Biographie
Georges Lucas a joué entre autres dans Les Bidasses aux grandes manœuvres et des épisodes de séries policières (Les Enquêtes du commissaire Maigret et Les Cinq Dernières Minutes).

## Filmographie partielle

### Cinéma
- 1973 : L'Insolent de Jean-Claude Roy
- 1974 : Un linceul n'a pas de poches de Jean-Pierre Mocky
- 1975 : L'Ibis rouge de Jean-Pierre Mocky
- 1977 : Le Pays bleu de Jean-Charles Tacchella
- 1980 : La Nuit de la mort, de Raphaël Delpard / Pascal
- 1982 : Litan de Jean-Pierre Mocky / un fou
- 1986 : La Machine à découdre de Jean-Pierre Mocky
- 1987 : Le Miraculé de Jean-Pierre Mocky
- 1987 : La Revanche des mortes vivantes de Pierre B. Reinhard
- 1993 : Le Mari de Léon de Jean-Pierre Mocky
- 1994 : Bonsoir de Jean-Pierre Mocky (Monsieur Boisse - le tailleur ruiné)
- 1998 : Robin des mers de Jean-Pierre Mocky
- 1998 : Vidange de Jean-Pierre Mocky

### Télévision
- 1969 : Les Enquêtes du commissaire Maigret de René Lucot, épisode : La Maison du juge : un gendarme (comme Georges Luces)
- 1970 : Les Enquêtes du commissaire Maigret de Claude Barma, épisode : Maigret et son mort : l'huissier
- 1970 : Les Enquêtes du commissaire Maigret de Claude Barma, épisode : Maigret : l'huissier
- 1977 : Désiré Lafarge  épisode : Désiré Lafarge et les rois du désert  de Jean-Pierre Gallo
- 1977 : Messieurs les jurés : L'Affaire Beauquesne de Serge Witta
- 1990 : Les Cinq Dernières Minutes de Guy Jorré, épisode : Le Miroir aux alouettes

## Théâtre
- 1968 : L'étoile devient rouge de Sean O'Casey, mise en scène Pierre Valde, Théâtre de Colombes
- 1968 : Tartuffe de Molière, mise en scène Pierre Valde, Théâtre de Colombes